# Elutrolampis cinctipennis
Elutrolampis cinctipennis är en insektsart som först beskrevs av Carl Stål 1878.  Elutrolampis cinctipennis ingår i släktet Elutrolampis och familjen Romaleidae. Inga underarter finns listade i Catalogue of Life.